# 브로츠와프 공항

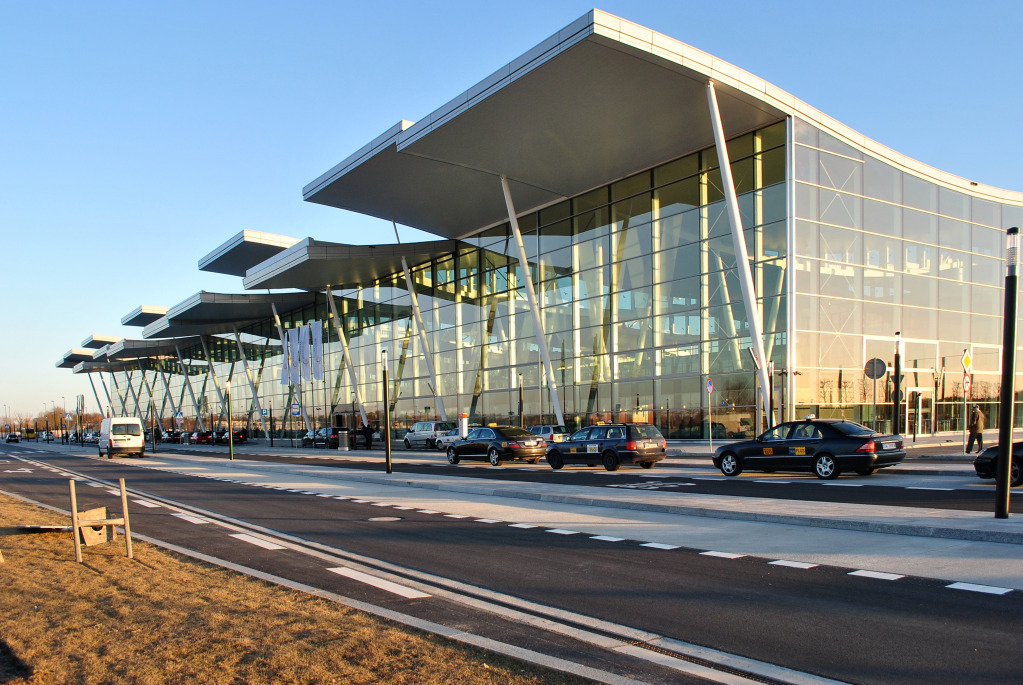

브로츠와프 공항(폴란드어: Port lotniczy Wrocław, IATA: WRO, ICAO: EPWR)은 폴란드 남서부 돌니실롱스크주에 위치한 브로츠와프의 국제 상업 공항이다. 도시 중심부로부터 남서쪽으로 10킬로미터 지점에 위치해 있다. 하나의 활주로, 하나의 공항 터미널, 하나의 화물 터미널, 하나의 범용 항공 터미널이 있다. 폴란드 공군과 미국 공군이 종종 사용한다.